# Zeko i potočić
"Zeko i potočić" je pjesma za djecu koju je 1954. napisao i skladao hrvatski skladatelj Branko Mihaljević. Nastala je u samo 20 minuta, jer su organizatori od Branka Mihaljevića hitno tražili pjesmu za dječju priredbu.
Uz pjesmu o zeki i smrznutom potočiću odrasli su brojni naraštaji osječke i hrvatske djece. Album Zeko i potočić na kojemu je i ova pjesma, najprodavaniji je album dječjih pjesama u Hrvatskoj svih vremena i dobio je platinasto priznanje diskografske kuće Croatia Records.

## Izvedbe
Pjesmu je prva izvodila i 1956.  sa Zabavnim orkestrom Radio Osijeka snimila osječka pjevačica Olgica Miler. Poslije su ju s velikim uspjehom također snimili Ivica Šerfezi (1967.) i Zdenka Vučković (1971.) U raznim prigodama pjesmu su u izvornoj verziji ili maštovitim obradama pjevali mnogi hrvatski pjevači i pjevačice, primjerice Jacques Houdek, Marko Tolja i Sanja Matejaš.

## Tekst pjesme
| U izvedbi Olgice Miler | U izvedbi Zdenke Vučković |
| --- | --- |
| Jedne zimske noći gdje je visok brijeg zamrz'o se potočić i pokrio ga snijeg. A jedan mali zeko traži potok svud gdje je, kud je nestao to njemu muči grud. I plače, plače zeko mlad, za potočićem tim žali, žali zeko sad žali srcem svim. Jer misli tužan zeko da je potok taj otiš'o za lastama u dalek južni kraj. | U jednoj zimskoj noći tam' gdje je visok brijeg smrznuo se potočić i pokrio ga snijeg. A jedan mali zeko taj potok traži svud, gdje je, kud je nestao to njemu tišti grud. I plače, plače zeko mlad, za potočićem tim žali, žali zeko sad žali srcem svim. I tužan misli zeko ta gdje je potok taj, možda laste slijedi on u dalek južni kraj. |

## Kulturni utjecaj
Pjesma je inspirirala više kazališnih predstava, a na temelju nje je nastala slikovnica i kratkometražni animirani film Zeko i potočić Milana Blažekovića iz 2009.

Od 2008. godine u Osijeku se održava dječji festival Zeko i potočić.

U planu je izgradnja spomenika posvećenog pjesmi, koji bi trebao biti postavljen na Trgu bana Jelačića.

## Vanjske poveznice
- Zeko i potočić 17. najslušanija pjesma svih vremena u Hrvatskoj (preuzeto 4.03.2015.)
- Homage pjesmi Zeko i potočić  Arhivirana inačica izvorne stranice od 2. travnja 2015. (Wayback Machine)